# Логофобия
Логофобия, или глоссофобия (от др.-греч. λόγος — слово, речь, или др.-греч. γλῶσσα — язык) — навязчивый страх перед речью, связанный с логоневрозом (заиканием) и мутизмом.
Имеет варианты: страх говорить вообще или с незнакомыми людьми, страх публичных выступлений (пейрафобия) и страх сцены, с заиканием (лалофобия), страх отдельных слов (вербофобия).
Фобия может быть частичной, в таком случае она называется селективный мутизм. Например, страдающий логофобией свободно говорит с близким человеком, испытывает логоневроз с менее близкими и не может говорить с незнакомыми людьми, избегает их и обязанностей, требующих вербального контакта с ними.

## Последствия
Следствием логофобии обычно является социофобия, неуверенность в себе и снижение самооценки, избегание ответственности, публичных мест, обязанностей, при которых требуется говорить, отказ от престижной работы и снижение уровня жизни. Постепенно сужается круг общения, ограничивается зона комфорта. Это, в свою очередь, является фактором возникновения психоэмоционального напряжения, которое может как усиливать заикание, саму логофобию, так и вызывать другие расстройства невротического круга.
Также повышается риск возникновения различных аддикций, вредных привычек и маний. Например, курение табака, алкоголизм или наркомании «для смелости». Или привычка делать превентивные ритуалы, например, крестные знамения, молитвы и т. п., переходящая в обсессивно-компульсивное расстройство.
Слова-паразиты тоже часто попадают в речь, когда человек находится в состоянии стресса, дискомфорта в момент публичного выступления. Чтобы выдавить страх, выиграть время и собраться с мыслями, человек произносит разные междометия. В дальнейшем они могут надолго фиксироваться в речи подобно заиканию.

## Фазы
Специалисты выделяют три главные формы заикания:
- Первая — невротическая. Она вытекает из логофобии и невротических нарушений и «втекает» в логоневроз.
- Вторая форма — синдром неврозоподобного нарушения речи.
- Третья форма — смешанная. В ней проявляются синдромы как первой, так и второй формы.

## Возможные причины
Психологические:
- страх ответственности, неготовность к реакции окружающих, синдром хронической усталости, комплекс вины и стыда, низкая самооценка, ожидание негативной оценки окружающими, негативный самогипноз;
- психотравмы, испуг, фиксированное в подсознании решение молчать — являющееся личным решением или чужим внушением;
- слабое знание местного языка, терминологии, местных норм поведения.

Физиологические:
- логопедические расстройства;
- галитоз.